# Ca' Sugana
Ca' Sugana è un palazzo situato nel centro storico di Treviso, in via Municipio, sede del Comune della città.

## Storia
Il semplice palazzo fu fatto costruire dalla famiglia Sugana in gusto neoclassico dell'inizio del XIX secolo (Domenico Maria Federici accenna ai lavori di costruzione in corso nel 1803).
Nel 1859 lo stabile fu acquistato dal Comune per il Ginnasio Comunale, trasferito in seguito in Borgo Cavour. Ca' Sugana divenne quindi sede del Municipio a partire dal 1868.

## Descrizione
La costruzione conserva ancora l'aspetto ottocentesco con la sola aggiunta, sulla destra, di un'ala verso il cortile, fatta erigere nel 1934. Per fare spazio alla nuova costruzione si dovette procedere alla demolizione della medievale casa Gobbato, ricca di affreschi documentati dai rilievi di Mario Botter.

### Esterno
Nelle pareti dei piani terreno e ammezzato, decorate a bugnato, si aprono un grande portone ad arco tondo e due serie di quattro finestre rettangolari su ciascun lato.
Il piano nobile è invece caratterizzato, in corrispondenza con il portone, da una finestra palladiana.
Il secondo piano prende invece luce da una serie di semplici finestre rettangolari, le tre al centro raggruppate.
Un piccolo frontone con oculo cieco completa la facciata principale dell'edificio.

### Interno
Nell'atrio, a sinistra entrando, sono visibili stemmi, festoni e figurazioni dipinti ad affresco, opera di Giambattista Canal; ai piedi dello scalone due lapidi ricordano i podestà Giuseppe Olivi e Luigi Giacomelli.
Le grandi tele, gli arazzi e i quadri che si trovano ai piani superiori (opere, tra gli altri, di Nicola Delin, Gregorio Lazzarini, Rosa Bortolan, Luigi Serena) furono qui posti dal Comune ad ornamento degli ambienti di rappresentanza e non risalgono dunque al periodo dei Sugana.